# 생질 (브뤼셀)

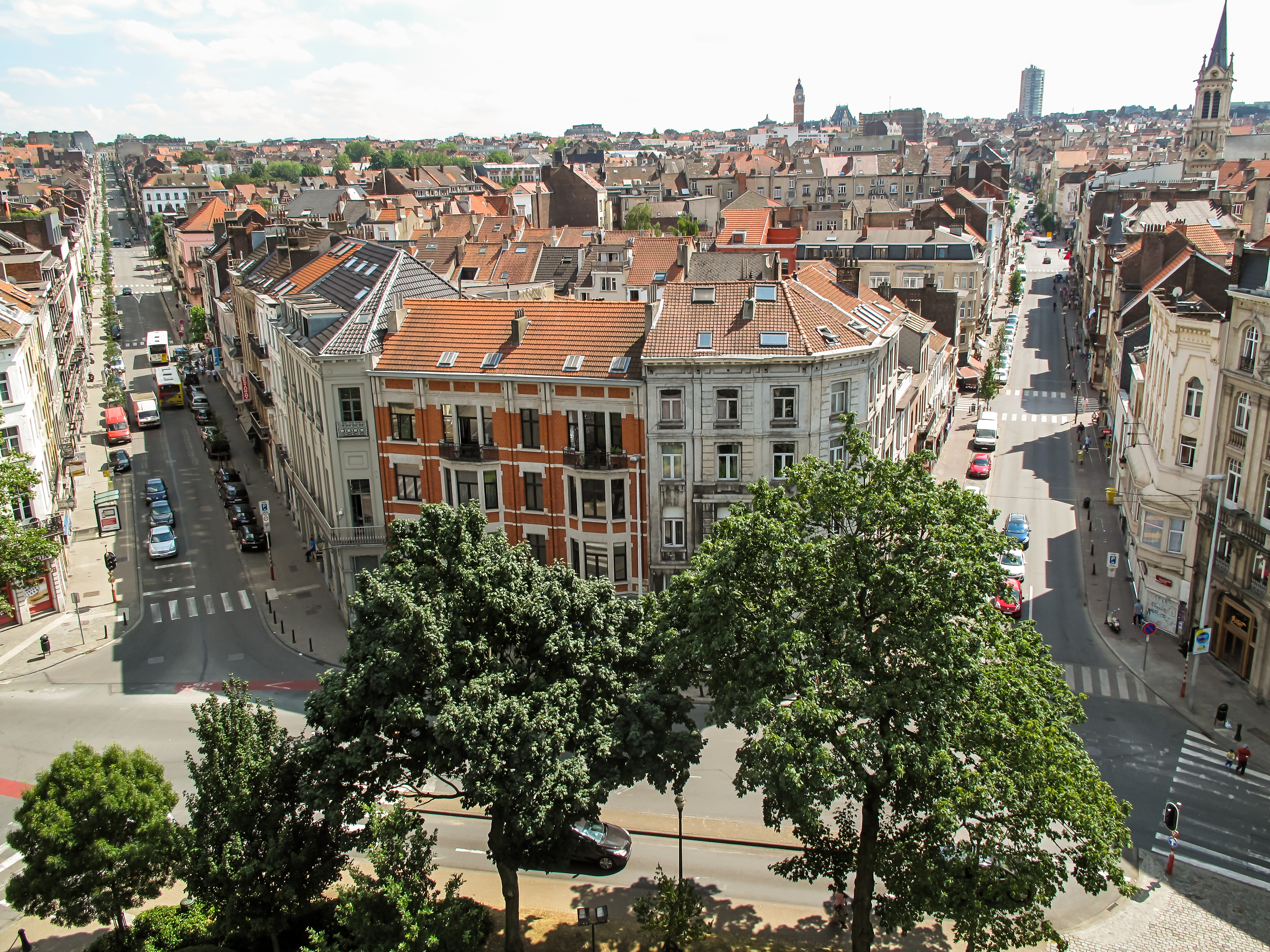
생질

생질(프랑스어: Saint-Gilles, 발음: [sɛ̃ ʒil] ( 듣기)) 또는 신트힐리스(네덜란드어: Sint-Gillis, 발음 [sɪntˈxɪlɪs] ( 듣기))는 벨기에 브뤼셀 수도 지역을 구성하는 19개 지방 자치체 가운데 하나로 면적은 2.52km2, 인구는 49,492명(2013년 1월 1일 기준), 인구 밀도는 20,000명/km2이다.

시기
시 문장